# Genymobile
Geny Mobile (ou Genymobile) est une société française fondée en janvier 2011 développant et offrant du support autour d'Android. Elle développe entre autres l’émulateur propriétaire Genymotion, basé sur VirtualBox.

## Historique
Genymobile est créée en 2011 autour du support de solutions Android. Elle propose la réalisation d'applications et la personnalisation de ROM.
Parallèlement, elle développe ses propres produits et présente en juin 2013 Genymotion, un émulateur Android.
En septembre 2014, elle réalise une première levée de fonds de 2 millions de dollars auprès de Ryan Cook. Une deuxième levée de fonds de 7 millions d'euros est réalisée en juillet 2015 auprès d'Alven Capital et Bpifrance.
L'entreprise est rachetée en 2023 par Shadow.